# Tell Me It's Over
"Tell Me It's Over" é uma single pela cantora canadense Avril Lavigne, e lançada como o segundo single de seu sexto álbum de estúdio, Head Above Water em 12 de dezembro de 2018. A canção sucedeu ao primeiro single "Head Above Water", lançado em 19 de setembro de 2018.

## Promoção
Lavigne postou a arte da capa e anunciou a data de lançamento em suas redes sociais em 5 de dezembro. Depois ela postou imagens promocionais do vídeo musical, que sairá em breve.

#### Arte da capa
A arte da capa apresenta uma fotografia em preto-e-branco de Lavigne sentada de pernas cruzadas no chão, com o seu nome e o título da canção ao lado.

## Histórico de lançamento
| Região | Data                   | Formato                     | Gravadora |
| ------ | ---------------------- | --------------------------- | --------- |
| Mundo  | 12 de dezembro de 2018 | Download digital, streaming | BMG       |